# Coeliccia bimaculata
Coeliccia bimaculata är en trollsländeart som beskrevs av Harry Hyde Laidlaw, Jr. 1914. Coeliccia bimaculata ingår i släktet Coeliccia och familjen flodflicksländor. IUCN kategoriserar arten globalt som livskraftig. Inga underarter finns listade i Catalogue of Life.